# Dimension (physique)
Pour les articles homonymes, voir Dimension.
En physique, la dimension d'une grandeur physique est une propriété qui la relie aux grandeurs de base d'un système de grandeurs choisi. Dans un système de grandeurs donné, une grandeur physique peut être mesurée à l'aide de multiples unités, mais sa dimension est unique. Certaines grandeurs sont de dimension 1, comme l'indice de réfraction, l'indice adiabatique d'un gaz ou la constante de structure fine. Elles sont dites sans dimension ou adimensionelles.
La manipulation des dimensions au moyen de l'analyse dimensionnelle permet de contrôler la cohérence des formules physiques, en vérifiant le principe d'homogénéité. Elle permet aussi, notamment en dynamique des fluides, de rassembler les différentes grandeurs influençant un système physique en nombres sans dimension qui caractérisent fondamentalement son comportement.

## Définition
Le Vocabulaire international de métrologie (VIM) définit comme suit la dimension d'une grandeur :

« Expression de la dépendance d'une grandeur par rapport aux grandeurs de base d'un système de grandeurs sous la forme d'un produit de puissances de facteurs correspondant aux grandeurs de base, en omettant tout facteur numérique. »

La dimension d'une grandeur ne tient pas compte de son caractère scalaire, vectoriel ou tensoriel. Elle consiste en un produit dit « produit de dimensions », dans lequel chaque facteur est la dimension d'une grandeur de base mise à une puissance rationnelle appelée « exposant dimensionnel »,. Par exemple, la dimension d'une force dans le système international est : {\displaystyle {\text{dim}}(F)={\mathsf {L}}{\mathsf {M}}{\mathsf {T}}^{-2}}, où les trois symboles de droite désignent respectivement la dimension de la longueur, de la masse et du temps.
Tout système de grandeurs se fonde sur des grandeurs dites « de base »,. Par exemple, le système de grandeurs sur lequel s'appuie le Système international (SI) se fonde sur sept grandeurs de base, indépendantes entre elles au sens où aucune équation physique ne permet d'exprimer une de ces grandeurs en fonction des autres. Leurs dimensions sont les dimensions de base du système. Les autres grandeurs sont dites « grandeurs dérivées », leurs dimensions pouvant toujours s'exprimer par combinaison des dimensions de base.

## Dimension et nature d'une grandeur
La dimension d'une grandeur est reliée à sa nature : dans un système de grandeurs donné, d'une part, les grandeurs de même nature ont toujours la même dimension, et, par contraposée, des grandeurs de dimensions différentes sont toujours de nature différente ; mais des grandeurs de même dimension ne sont pas nécessairement de même nature,,.

## Grandeurs de base
Le Bureau international des poids et mesures a choisi comme grandeurs de base pour le Système international d'unités (SI) :
- la longueur, dont la dimension est de symbole {\displaystyle {\mathsf {L}}} ;
- la masse, dont la dimension est de symbole {\displaystyle {\mathsf {M}}} ;
- le temps, dont la dimension est de symbole {\displaystyle {\mathsf {T}}} ;
- le courant électrique, dont la dimension est de symbole {\displaystyle {\mathsf {I}}} ;
- la température thermodynamique, dont la dimension est de symbole {\displaystyle \Theta } ;
- la quantité de matière, dont la dimension est de symbole {\displaystyle {\mathsf {N}}} ;
- l'intensité lumineuse, dont la dimension est de symbole {\displaystyle {\mathsf {J}}}.

Le choix de ces grandeurs de base est arbitraire. L'union internationale de chimie pure et appliquée écrit dans la 3e édition de Quantities, Units and Symbols in Physical Chemistry :

« Le nombre et le choix des grandeurs de base est purement arbitraire. D'autres quantités pourraient être considérées plus fondamentales, comme la charge électrique {\displaystyle Q} au lieu du courant électrique {\displaystyle I} ,. »

D'autres systèmes de grandeurs, historiques ou actuels, ont fait d'autres choix. Par exemple dans les systèmes CGS, il n'y a pas de grandeur de base associée aux phénomènes électromagnétiques. La dimension du courant électrique est {\displaystyle {\text{dim}}(I)={\mathsf {M}}^{1/2}{\mathsf {L}}^{1/2}{\mathsf {T}}^{-1}} dans le système CGS électromagnétique, ou encore {\displaystyle {\text{dim}}(I)={\mathsf {M}}^{1/2}{\mathsf {L}}^{3/2}{\mathsf {T}}^{-2}} dans le système CGS électrostatique. Autre exemple, l'ancien système English Engineering Units (en) compte parmi ses grandeurs de base à la fois la durée, la longueur, la masse et la force.

## Grandeurs dérivées
On obtient la dimension d'une grandeur dérivée à partir d'une relation entre cette grandeur et d'autres grandeurs dont les dimensions sont connues. Par exemple, dans le cas d'une vitesse, on peut exploiter {\displaystyle v=d/t} avec {\displaystyle d} une distance et {\displaystyle t} une durée : on en déduit {\displaystyle {\text{dim}}(v)={\mathsf {LT^{-1}}}}. En connaissant la dimension d'une vitesse, on peut utiliser pour une force la seconde loi de Newton {\displaystyle {\vec {F}}=m{\operatorname {d} \!{\vec {v}} \over \operatorname {d} \!t}}, et obtenir {\displaystyle {\text{dim}}({\vec {F}})={\mathsf {MLT^{-2}}}}.
Par exemple, les dimensions de quelques grandeurs dérivées sont :
- Accélération : {\displaystyle {\text{dim}}({\vec {a}})={\mathsf {LT^{-2}}}} ;
- Énergie : {\displaystyle {\text{dim}}(E)={\mathsf {ML^{2}T^{-2}}}} ;
- Capacité thermique : {\displaystyle {\text{dim}}(C)={\mathsf {ML^{2}T^{-2}\Theta ^{-1}}}} ;
- Champ magnétique : {\displaystyle {\text{dim}}({\vec {B}})={\mathsf {MT^{-2}I^{-1}}}} ;
- Champ électrique : {\displaystyle {\text{dim}}({\vec {E}})={\mathsf {MLT^{-3}I^{-1}}}}.

## Histoire
La notion moderne de dimension d'une grandeur apparaît avec le mathématicien et physicien français Joseph Fourier et sa Théorie analytique de la chaleur parue en 1822,. Il assimile à l'origine les dimensions aux valeurs numériques que prennent les exposants dimensionnels. Pour lui, par exemple, l'accélération est donc de dimension 1 en longueur, et de dimension -2 en temps.
Pour James Clerk Maxwell, la  dimension de l'accélération est toute l'expression {\displaystyle {\mathsf {L}}{\mathsf {T}}^{-2}}, et non la série des exposants : c'est cette terminologie qui est utilisée aujourd'hui.